# Ghost Wars
A Ghost Wars (szabad fordításban: Szellemháborúk vagy Szellemek háborúja) egy amerikai dráma/horror/thriller sorozat volt, amelyet Simon Barry készített a SyFy számára.

## Cselekmény
A Ghost Wars egy alaszkai kisvárosban, Port Moore-ban játszódik, amelyet természetfeletti jelenségek szálltak meg. A műsor főszereplője Roman Mercer (Avan Jogia), egy számkivetett fickó, akinek "saját démonaival" is meg kell küzdenie, hogy meg tudja menteni a várost a pusztulástól.

## Epizódok
A sorozat 1 évadot futott, 13 epizóddal. Amerikában 2017. október 5.-től 2018. január 5.-ig vetítették. Magyarországon hivatalosan nem sugározták, de felirattal elérhető.

## Fogadtatás
Az IMDb-n 6.4 pontot ért el a sorozat, a maximális 10-ből. A Metacritic oldalán 5.9-es értékeléssel rendelkezik, míg a Rotten Tomatoes oldalán 74%-ot ért el.